# Bon Jovi Live!
Il Bon Jovi Live! è stato un tour musicale del gruppo statunitense dei Bon Jovi intrapreso nel 2015 per promuovere il quattordicesimo album in studio della band, Burning Bridges.

## Date
| Data       | Città        | Paese               | Luogo                         | Note |
| Asia       | Asia         | Asia                | Asia                          | Asia |
| ---------- | ------------ | ------------------- | ----------------------------- | ---- |
| 11/09/2015 | Giacarta     | Indonesia           | Gelora Bung Karno Stadium     |      |
| 15/09/2015 | Bangkok      | Thailandia          | Impact Arena                  |      |
| 19/09/2015 | Kuala Lumpur | Malaysia            | Stadium Merdeka               |      |
| 20/09/2015 | Singapore    | Singapore           | Singapore Grand Prix          |      |
| 22/09/2015 | Seul         | Corea del Sud       | Seoul Ollimpik Jugyeonggijang |      |
| 25/09/2015 | Macao        | Macao               | CotaiArena                    |      |
| 26/09/2015 | Macao        | Macao               | CotaiArena                    |      |
| 28/09/2015 | Taipei       | Taiwan              | Nangang Hall                  |      |
| 29/09/2015 | Taipei       | Taiwan              | Nangang Hall                  |      |
| 01/10/2015 | Abu Dhabi    | Emirati Arabi Uniti | du Arena                      |      |
| 03/10/2015 | Tel Aviv     | Israele             | Park HaYarkon                 |      |

## Date cancellate
| Data       | Città   | Paese | Luogo               | Motivo |
| ---------- | ------- | ----- | ------------------- | ------ |
| 14/09/2015 | Shangai | Cina  | Mercedes-Benz Arena |        |
| 17/09/2015 | Pechino | Cina  | MasterCard Center   |        |